# Metachrostis amanica
Metachrostis amanica är en fjärilsart som beskrevs av Ludwig Osthelder 1933. Metachrostis amanica ingår i släktet Metachrostis och familjen nattflyn. Inga underarter finns listade i Catalogue of Life.